# Talalora
Talalora é um município de  sexta classe de renda municipal (d) na província Samar, nas Filipinas. De acordo com o censo de 1 de maio  de  2020 possui uma população de 7 856 pessoas e 1 861 domicílios.